# Ito Hirobumi

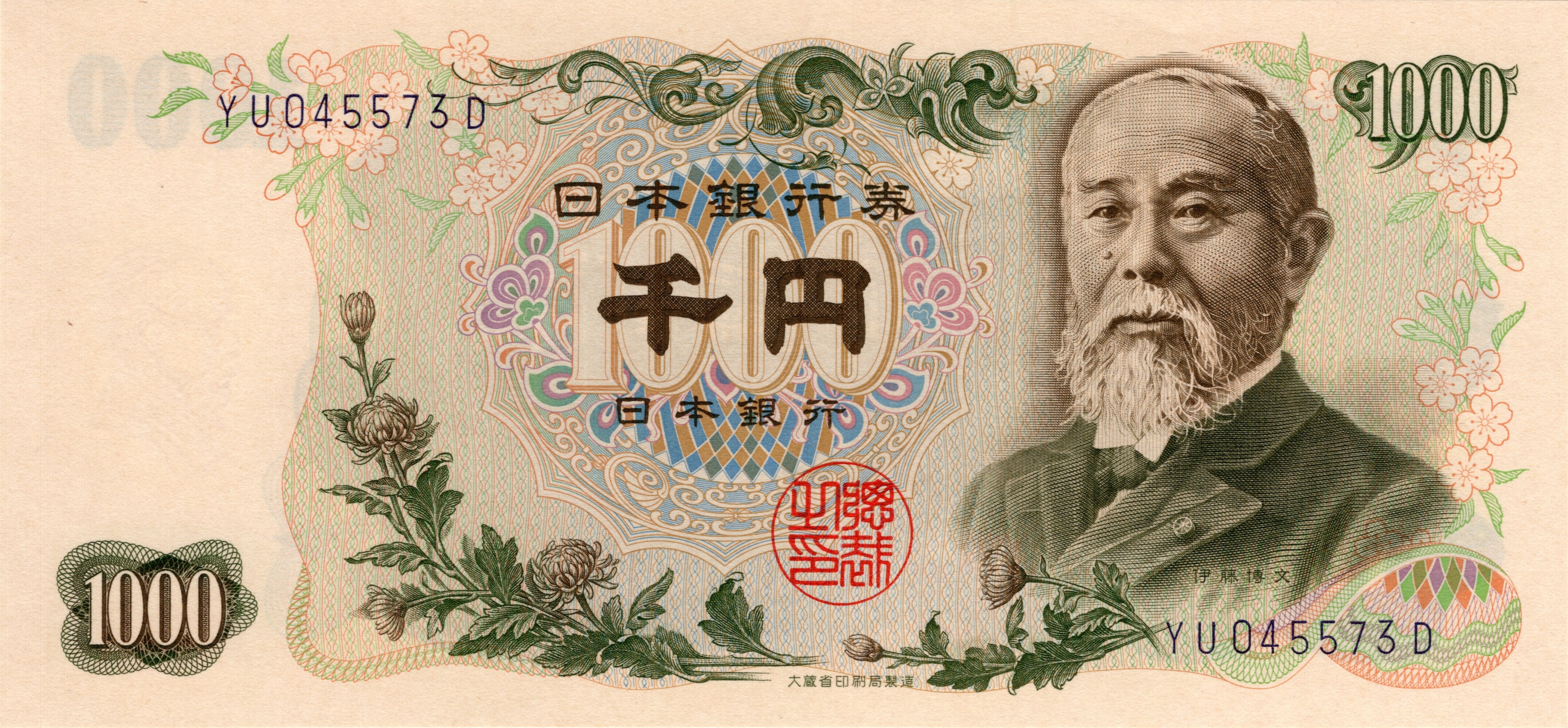
Ito Hirobumi op 1000 yen bankbiljet

Hirobumi Ito (Japans: 伊藤 博文,Itō Hirobumi) (Hikari, 16 oktober 1841 – Harbin, 26 oktober 1909) was een Japans politicus, gouverneur-generaal van Korea, en viermaal de Premier van Japan (de 1e, 5e, 7e en 10e keer). Hij werd vermoord door An Jung-geun, een Koreaanse nationalist die tegen de overname van Korea door het Japanse rijk was.

## Biografie

### Jonge jaren
Ito, in zijn jeugd ook Hirofumi/Hakubun en Shunsuke genoemd, werd geboren als de geadopteerde zoon van Hayashi Juzo, een lage klasse samurai uit Hagi, Choshu (het hedendaagse Yamaguchi). Hij was een student van Yoshida Shoin aan de Shoka Sonjuku, en sloot zich later aan bij de Sonno joi-beweging samen met Kido Takayoshi. Ito werd uitgekozen als een van de vijf Choshu (長州五傑, Chōshū Goketsu) die konden studeren aan de University College London in 1863. Zijn verblijf hier overtuigde hem ervan dat het voor Japan noodzakelijk was Westerse ideeën en manieren aan te nemen.
In 1864 keerde Ito terug naar Japan om de Choshuclan ervan te overtuigen geen oorlog te voeren over het recht om door de Straat van Kammon (of de Straat van Shimonoseki) te mogen reizen. Hij ontmoette hier voor het eerst Ernest Satow.

### Politieke carrière
Na de Meiji-restauratie werd Ito gouverneur van Hyogo en junior raadslid van Buitenlandse zaken. Hij werd in 1870 naar de Verenigde Staten gestuurd om buitenlandse economie te studeren. Hij keerde terug naar Japan in 1871, en stelde het Japanse belastingsysteem op. Later dat jaar ging hij op de Iwakura-missie rond de wereld.
In 1873 werd Ito minister van Publieke Werken, en in 1875 voorzitter van de eerste Raad van Gouverneurs van de Prefecturen. Na de moord op Okubo nam hij de positie over van Naimusho (minister van Binnenlandse Zaken), en verkreeg zo een centrale positie in de Meiji-overheid. In 1881 haalde hij Okuma Shigenobu over met pensioen te gaan, waardoor hij onbeperkte controle kreeg.
Ito ging in 1882 naar Europa om de grondwetten daar te bestuderen. Terwijl hij aan een grondwet voor Japan werkte, schreef hij de eerste wet over de machtsverdeling in Japan, en stelde het Japanse pairsysteem op (kazoku).

### Als premier
In 1885 stelde Ito een kabinet samen naar Europees voorbeeld, ter vervanging van de Daijo-kan. Op 22 december 1885 werd hij zelf de eerste premier van Japan. Op 30 april 1888 deed hij afstand van deze titel, maar oefende van achter de schermen nog veel invloed uit op het kabinet. In 1889 werd hij de eerste genro.
Ook toen zijn politieke rivalen, Kuroda Kiyotaka en Yamagata Aritomo, premier waren, behield Ito een grote machtspositie. Op 8 augustus 1892 werd hij voor de tweede maal premier. Hij behield deze positie nu tot 31 augustus 1896. In die tijd steunde hij de Eerste Chinees-Japanse Oorlog en onderhandelde over het Verdrag van Shimonoseki.
Tijdens zijn derde periode als premier kwam hij in de problemen met enkele andere politieke partijen. Zowel de Jiyuto als de Shimpoto waren tegen zijn nieuwe belastingplannen. Als reactie ontbond Ito de Kokkai en eiste nieuwe verkiezingen. Beide partijen besloten te combineren tot de Kenseito, die een groot aantal zetels won in het nieuwe parlement. Dit dwong Ito tot aftreden. Ito besefte de noodzaak voor een pro-overheidse politieke partij, en richtte in 1900 de Rikken Seiyukai op.
Ito werd nog eenmaal premier. Ditmaal kreeg hij tijdens zijn periode weerstand van het Kizokuin.

### Als resident-generaal van Korea
In november 1905, na de Russisch-Japanse Oorlog, tekende de Koreaanse overheid het Eulsaverdrag, waardoor Keizerrijk Korea een Japans protectoraat werd. Ito werd na het tekenen van dit verdrag de eerste resident-generaal van Korea op 21 december 1905. Hij zorgde ervoor dat Sunjong keizer van Korea werd, en dat er een verdrag werd getekend waardoor Japan bijna de totale controle over Korea kreeg. Hij wilde koste wat het kost voorkomen dat Korea in handen van China of Rusland zou vallen, daar dit een grote bedreiging voor Japan zou vormen. Hij stuitte echter op weerstand vanuit onder andere het Japanse leger, geleid door Yamagata Aritomo. Op 14 juni 1909 werd hij gedwongen af te treden.

### Aanslag
Op 26 oktober 1909 arriveerde Ito op het treinstation van Harbin voor een ontmoeting met een Russische vertegenwoordiger in Mantsjoerije. Toen hij uit de trein stapte, werd hij door de Koreaanse nationalist An Jung-geun neergeschoten. Ito werd in totaal zeven keer geraakt in zijn borst, en stierf al snel aan zijn verwondingen.

## Nasleep
Een portret van Ito Hirobumi stond op het 1000 yen biljet van 1963 tot 1984. Zijn voormalig tehuis is nu een museum vlak bij het Shoin-schrijn, in Hagi.

## Verder lezen
- Hamada Kengi (1936). Prince Ito. Tokyo: Sanseido Co.
- Johnston, John T.M. (1917). World patriots. New York: World Patriots Co.
- Kusunoki Sei'ichiro (1991). Nihon shi omoshiro suiri: Nazo no satsujin jiken wo oe. Tokyo: Futami bunko.
- Nakamura Kaju (1910). Prince Ito, the man and the statesman, a brief history of his life. New York: Japanese-American commercial weekly and Anraku Pub. Co.
- Palmer, Frederick (1910). Marquis Ito: the great man of Japan. n.p.